# Бабич, Богдан (геолог)
Богдан Бабич (хорв. Bogdan Babić; 6 февраля 1891, Котор-Варош — 13 ноября 1961, Загреб) — хорватский геолог и педагог.
Окончил начальную школу в Србаце, среднюю школу в Баня-Луке. В течение года изучал агрономию в Высшей школе сельского хозяйства в Вене, после чего завершил образование в Загребском университете. С 1917 года работал учителем в школах Сараева, Тузлы, Копривницы и Загреба. С 1947 г. сотрудник Горно-геологического института в Загребе, первый редактор учреждённого в этом году журнала Geološki vjesnik (с хорв. — «Геологический вестник»), заведовал библиотекой института.
Публиковал научные статьи с 1914 г., напечатал ряд популярных брошюр. Автор учебников по минералогии (1922) и геологии (1925) для старших классов средней школы, единого учебника геологии и минералогии (хорв. Rudstvo; 1926) для младших классов и женских школ. Основал картотеку химического состава руд и углей Хорватии.
С 1908 г. публиковал также стихи патриотического содержания, рассказы и лирическую прозу в хорватской периодике. В 1913—1914 гг. входил в редакцию журнала Luč.